# Descendants: L'ascesa di Red
Descendants: L'ascesa di Red (Descendants: The Rise of Red) è un film per la televisione in stile musical statunitense diretto da Jennifer Phang distribuito su Disney+ il 12 luglio 2024.
È il quarto film della serie Descendants. Rispetto ai primi tre film del franchise, di cui funge da sequel e spin-off, introduce nuovi protagonisti, in particolare Red (figlia della Regina di Cuori, interpretata da Kylie Cantrall) e Chloe (figlia di Cenerentola, interpretata da Malia Baker).

## Trama
Anni dopo gli eventi di Descendants 3 e del corto Descendants - Il matrimonio reale, Mal, Ben, Evie e Jay lasciano Auradon per nuovi incarichi. Uma, nuova preside dell'Auradon Prep, decide di aprire il confine tra Auradon e Wonderland, invitando Red, figlia ribelle della tirannica Regina di Cuori, a unirsi alla scuola. Nel frattempo, a Cinderellasburg, regno di Cenerentola, Chloe, figlia di Cenerentola e Re Azzurro, si prepara per iniziare il suo percorso di studi ad Auradon.
Nel regno di Wonderland la principessa Red si mette dei guai combinando scherzi che prendono in giro sua madre come atto di ribellione perché non vuole diventare come lei, anche perché sà che sua madre non le permetterà mai di vivere la sua vita. Quando sua madre cercando di spingere Red a decapitare il Jack di Cuori, Capitano dell'Armata Rossa, per non aver saputo proteggere il suo ritratto dagli atti vandalici la sentenza viene interrotta dall'arrivo della lettera da Auradon che invita sua figlia a iscriversi alla Auradon Prep per la sorpresa della regina stessa nel vedere come un altro cattivo si sia ammorbidito. Red pensa che questa lettera non cambierà niente, ma con grande sorpresa sua madre invece accetta l'invito.
Red e sua madre giungono ad Auradon, dove la Regina di Cuori si riunisce con Cenerentola, sua ex compagna di scuola ai tempi della Merlin Academy, nome che un tempo assumeva l'Auradon Prep. Si scopre che la regina di Cuori cova rancore nei confronti di Cenerentola, ricordando un vecchio scherzo subito durante gli anni di scuola. Durante una cerimonia di benvenuto, la Regina di Cuori attua inaspettatamente un colpo di stato con l’aiuto di un mazzo di carte incantato, prendendo in ostaggio i presenti. Quando Cenerentola si rifiuta di inchinarsi a lei, la Regina impone a Red di condannarla a decapitazione per tradimento.
Determinata a cambiare gli eventi, Red tenta di usare un orologio da tasca magico regalato a quest'ultima da Maddox (figlio del Cappellaio Matto) per tornare indietro nel tempo e sottrarre il mazzo di carte di sua madre. Durante il tentativo viene tuttavia fermata da Chloe. Nella colluttazione, Chloe attiva accidentalmente l’orologio, spedendo entrambe indietro nel tempo, fino agli anni della Merlin Academy, dove incontrano le loro madri adolescenti, Ella (Cenerentola) e Bridget (Regina di Cuori). Sorprendentemente, la giovane Bridget è gentile, mentre Ella, vivendo nella povertà sotto il tetto di Lady Tremaine, è diffidente verso i reali. Chloe e Red decidono di collaborare insieme, convinte che il loro viaggio nel passato abbia uno scopo importante.
Mentre si ambientano alla Merlin Academy, Red e Chloe incontrano anche i giovani Uncino, Malefica Ade e Morgie (figlio della Fata Morgana), una banda di cattivi guidati da Uliana, sorella minore di Ursula. Dopo aver mangiato troppi cupcake alle piume di fenicottero preparati da Bridget, nonostante gli avvertimenti di quest'ultima, Uliana si trasforma in un fenicottero. Quando torna se stessa, decide di vendicarsi di Bridget, architettando di preparare e dare a Bridget un cupcake stregato che la trasformerà in un mostro al ballo di fine anno. 
Red e Chloe lo scoprono e, capendo che questo evento spingerà Bridget a diventare malvagia, decidono di fermarla. Solo che mentre Chloe vorrebbe informare il preside della cosa Red vuole invece introdursi nel suo ufficio, e rubare il libro di ricette prima che lo faccia Uliana, e questo crea un diverbio tra le due ragazze. Confusa Chloe chiede ad Ella consiglio e questa le fa capire che non sempre le cose sono bianche e nere come invece Chloe ha sempre creduto (come per esempio che tutte le buone azioni vengono ripagate e quelle cattive punite) e che certe volte bisogna fare una cosa sbagliata per farne una giusta. 
La sera Chloe raggiunge Red e insieme si introducono nell'ufficio dove dopo aver superato le difese magiche del libro, stanno per prenderlo, ma vengono raggiunte dalla banda dei cattivi. Uliana lo afferra e, aprendolo, innesca un incantesimo che congela magicamente lei, Malefica, Ade e Uncino, mentre Morgie era rimasta a fare da palo. Merlino li scopre e li punisce, mentre Red riesce a nascondere il ricettario e insieme a Chloe torna al presente, certe di aver cambiato il futuro avendo impedito alla banda di compiere lo scherzo su Bridget.
Al loro ritorno, trovano un presente modificato: la Regina di Cuori è gentile come lo era da giovane e partecipa gioiosamente alla cerimonia di benvenuto alla Auradon Prep. Chloe si ricongiunge con Cenerentola, e Red sente di essersi finalmente liberata dall’ombra della madre tirannica. Tuttavia, Uma, in veste di narratrice, avverte che alterare la trama del tempo può avere conseguenze inaspettate e pericolose, lasciando intendere che la storia non sia davvero finita.

## Personaggi e interpreti
- Red, interpretata da Kylie Cantrall, doppiata da Lucrezia Roma.
Figlia sedicenne della Regina di Cuori e principessa del Paese delle Meraviglie. Ribelle e sveglia, detesta l'idea di dover seguire le orme della crudele madre e si diverte a combinare caos.
- Chloe Charming, interpretata da Malia Baker, doppiata da Alice Doviziani.
Figlia sedicenne di Cenerentola e del Principe Azzurro, nonché sorella di Chad, principessa di Cinderellasburg. È positiva e perfezionista, ma il suo privilegio la rende un po' ingenua riguardo al mondo reale.
- Regina di Cuori, interpretata da Rita Ora, doppiata da Domitilla D'Amico.
Madre di Red e sovrana del Paese delle Meraviglie, che governa in modo tirannico e spietato. Anche nei confronti di sua figlia si dimostra essere poco affettuosa e comprensiva.
  - Bridget, interpretata da Ruby Rose Turner, doppiata da Chiara Fabiano.
Regina di Cuori da giovane. Studentessa della Merlin Academy, rispetto alla sua versione futura è dolce e gentile e cerca di trovare il lato positivo in tutto. Ama cucinare dolci.
- Cenerentola, interpretata da Brandy Norwood, doppiata da Federica De Bortoli.
Madre di Chloe e Chad, regina di Cinderellasburg e moglie di Re Azzurro. Elegante e diplomatica, è una guida dolce e affettuosa per sua figlia Chloe.
  - Ella, interpretata da Morgan Dudley, doppiata da Silvia Alfonzetti.
Cenerentola da giovane. Vive in casa con Lady Tremaine. Prima di diventare nel futuro una regina, è molto schietta e pragmatica, diffidente nei confronti della vita da reale.
- Uma, interpretata da China Anne McClain, doppiata da Emanuela Ionica.
Figlia di Ursula, nuova preside di Auradon Prep. Come il principe Ben ha aperto le porte di Auradon ai figli dei cattivi dell'Isola degli Sperduti, adesso vuole dare un'opportunità anche a Red.
- Uliana, interpretata da Dara Reneé, doppiata da Margherita De Risi.
Sorella minore di Ursula e zia di Uma. Guida una banda di cattivi cercando di superare la cattiva reputazione di sua sorella.
- Re Azzurro, interpretato da Paolo Montalban e doppiato da Francesco Pezzulli nel presente e interpretato da Tristan Padil e doppiato da Lorenzo Del Romano nel passato.
Nel presente è il marito di Cenerentola e padre di Chloe e Chad. Nel passato è uno studente della Merlin Academy.
- Fata Smemorina, interpretata da Melanie Paxson e doppiata da Micaela Incitti nel presente e interpretata Grace Narducci e doppiata da Beatrice Toscanelli nel passato.
Ex preside dell'Auradon Prep poi rettore dell'Università di Auradon e madre di Jane. Nel passato è una timida e insicura studentessa della Merlin Academy.
- Preside Merlino, interpretato da Jeremy Swift, doppiato da Ambrogio Colombo.
Preside della Merlin Academy.
- Maddox Hatter, interpretato da Leonardo Nam, doppiato da Emiliano Coltorti.
Figlio del Cappellaio Matto e tutore di Red.
- Jack di Cuori, interpretato da Alex Boniello, doppiato da Gabriele Pellicanò.
Capitano dell'Armata Rossa della Regina di Cuori.
- Uncino giovane, interpretato da Joshua Colley, doppiato da Tommaso Di Giacomo.
Futuro padre di Harry e membro della banda di Uliana.
- Morgie, interpretato da Peder Lindell, doppiato da Leonardo Durastante.
Figlio della Fata Morgana e membro della banda di Uliana.
- Malefica giovane, interpretata da Mars.
Membro della banda di Uliana.
- Ade giovane, interpretato da Anthony Pyatt.
Parte della banda di Uliana.
- Lady Tremaine, interpretata da Julee Cerda, doppiata da Chiara Colizzi.
Perfida matrigna di Ella.

## Produzione
Il 21 settembre 2021 è stato confermato che un quarto film della serie Descendants era in fase di sviluppo. A maggio 2022 il film ha ricevuto il via libera da Disney+ con il titolo provvisorio di The Pocketwatch, con Jennifer Phang come regista e co-produttrice esecutiva, Dan Frey e Russell Sommer come sceneggiatori e Gary Marsh come produttore esecutivo. Il film sarebbe stato un sequel dei primi tre e avrebbe introdotto due nuove protagoniste: Red (figlia della Regina di Cuori) e Chloe (figlia di Cenerentola).
Il 21 marzo 2023 è stato annunciato il titolo ufficiale del film: Descendants: The Rise of Red.
Al D23 Expo del 2022 è stato annunciato che China Anne McClain sarebbe tornata a interpretare Uma dai film precedenti, mentre Kylie Cantrall e Dara Reneé si univano al cast come nuovi personaggi. A novembre 2022 è stato annunciato che la cantante e attrice Brandy sarebbe tornata ad interpretare il personaggio di Cenerentola dopo aver interpretato il ruolo nel film del 1997 Cenerentola, mentre Melanie Paxson sarebbe tornata nel franchise nel ruolo della Fata Smemorina. Si aggiungevano al cast Rita Ora, Malia Baker, Ruby Rose Turner, Morgan Dudley e Joshua Colley. Nel febbraio 2023 è stata annunciata l'aggiunta al cast di Jeremy Swift e Leonardo Nam, mentre a marzo 2023 è stato annunciato che Paolo Montalban sarebbe tornato a ricoprire il ruolo di Re Azzurro dopo aver interpretato una versione del personaggio nel film del 1997 Cenerentola insieme a Brandy.
Le riprese si sono svolte ad Atlanta da gennaio a marzo 2023.

## Colonna sonora
Il 26 aprile 2024 è stato pubblicato il primo singolo estratto dalla colonna sonora del film, What's My Name (Red Version).
Il 21 giugno 2024 è stata pubblicata la canzone Red.
La colonna sonora completa è stata pubblicata il 12 luglio 2024 insieme alla pubblicazione del film.

### Tracce
1. Kylie Cantrall e Alex Boniello – Red
2. Brandy e Paolo Montalban – So This Is Love
3. Rita Ora, Kylie Cantrall, Brandy e Malia Baker – Love Ain't It
4. China Anne McClain e Kylie Cantrall – What's My Name (Red Version)
5. Kylie Cantrall e Malia Baker – Fight of Our Lives
6. Cast – Life Is Sweeter
7. Dara Reneé, Anthony Pyatt, Joshua Colley, Mars e Peder Lindell – Perfect Revenge
8. Ruby Rose Turner – Shuffle of Love
9. Malia Baker e Morgan Dudley – Get Your Hands Dirty
10. Rita Ora e Kylie Cantrall – Life Is Sweeter (Reprise)
11. Cast – Life Is Sweeter (Remix)
12. Kylie Cantrall – Bad Reputation

## Promozione
Il primo teaser trailer del film è stato pubblicato il 7 marzo 2024. Il 2 aprile 2024 è stato pubblicato un secondo teaser e un primo poster. Dopo la pubblicazione del videoclip promozionale della canzone What's My Name (Red Version) il 26 aprile 2024, il 23 maggio 2024 sono stati pubblicati il trailer e il poster ufficiale del film, anche in versione italiana.

## Distribuzione
A differenza dei precedenti film del franchise che sono stati trasmessi su Disney Channel, la pellicola è stata pubblicata sia negli Stati Uniti che in Italia direttamente su Disney+ il 12 luglio 2024.
Negli Stati Uniti il film è stato poi trasmesso su Disney Channel il successivo 9 agosto.

## Sequel
In seguito all'uscita del film, Suzanne Todd ha confermato che la Disney stava lavorando a un seguito.